# Cella (kommun)
Cella är en kommun i Spanien.   Den ligger i provinsen Provincia de Teruel och regionen Aragonien, i den centrala delen av landet, 200 km öster om huvudstaden Madrid. Antalet invånare är 2 878. Arean är 124 kvadratkilometer. Cella gränsar till Albarracín.
Terrängen i Cella är kuperad åt sydväst, men åt nordost är den platt.